# سيسلرية بيضاء
سيسلرية بيضاء (الاسم العلمي:Sesleria alba) هي نوع من النباتات تتبع جنس السيسلرية من الفصيلة النجيلية.